# سنگ نگاره‌های کال‌جنگال
سنگ نگاره‌های کال جنگال در خوسف، ۵ کیلومتری جنوب شهر واقع شده و این اثر در تاریخ ۱۵ آذر ۱۳۷۸ با شمارهٔ ثبت ۲۵۳۲ به‌عنوان یکی از آثار ملی ایران به ثبت رسیده است.
سنگ‌نگاره‌های کال‌جنگال در دو طرف دره‌ای به همین نام در کوه رچ از قله‌های رشته‌کوه باغران واقع شده‌اند و حاوی نوشته‌هایی به زبان پهلوی و سه نقش می‌باشند.
این اثر را جمال رضایی و صادق کیا برای نخستین بار در سال ۱۳۳۰ش معرفی کردند. از نقش‌های این سنگ‌نگاره صحنه مبارزه مردی بدون سلاح با شیری است. شاید بر اساس همین تصویر نام این محل را کال‌جنگال گذاشته‌اند، زیرا در گویش بیرجندی «کال» به معنی چال و گودی و «جنگال» به معنی جنگ و جنگجو است.

## سنگنبشته
۱. gry’ rthštr
۲. nhwdr w
hštrp

### برگردان
۱. گر اردشیر.   
۲. نخودار و خشرب.
بر این پایه سنگنبشته به نام گراردشیر است که گویا فرماندار این  منطقه ساتراپ بوده است . 